# Encarnação (cristianismo)

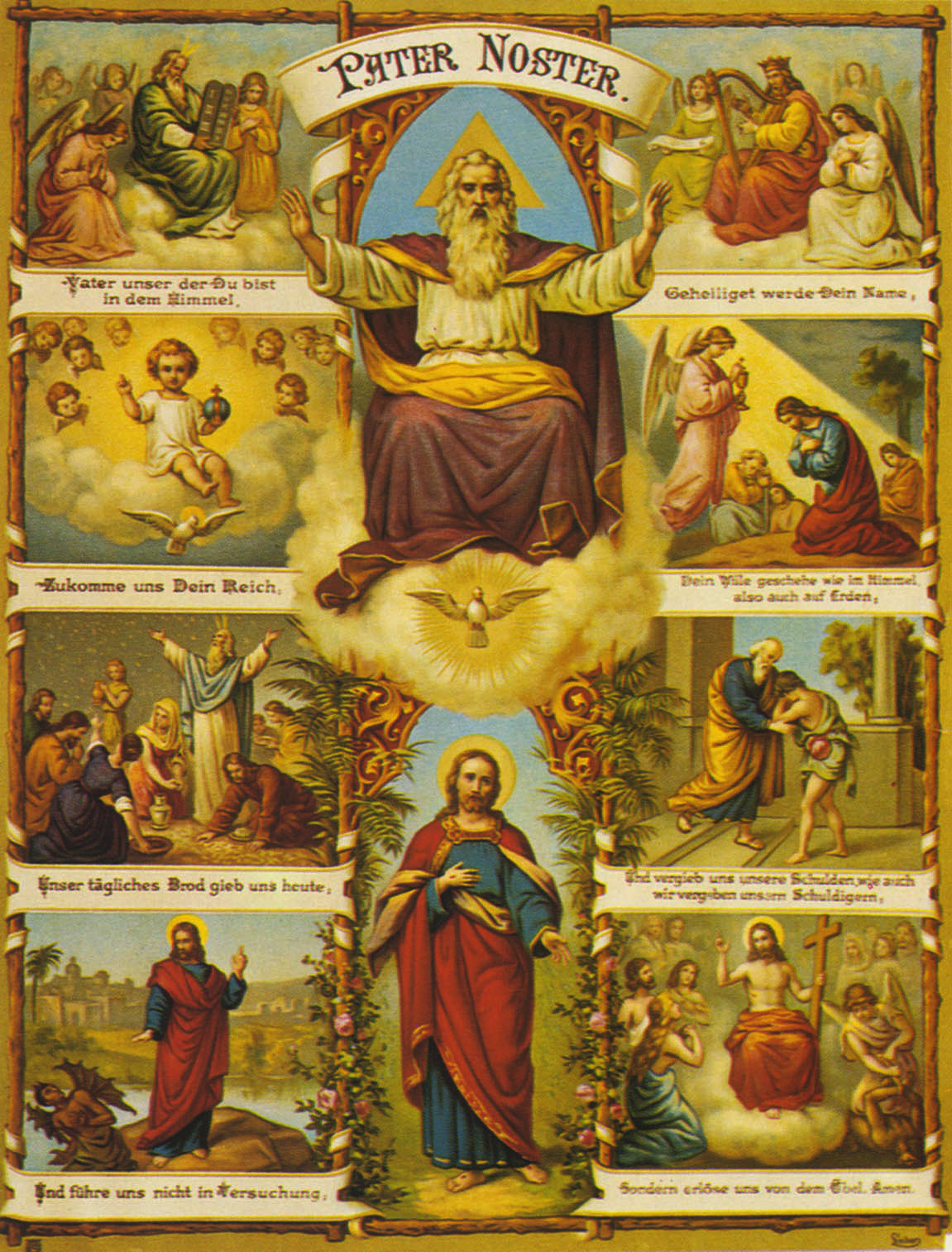
A encarnação enquanto parte de um ciclo da Vida de Jesus com a Trindade na coluna central. Pintura de Fridolin Leiber, século XIX

No contexto do cristianismo, Encarnação é a crença de que a segunda pessoa da Trindade, também denominada Deus, o Filho ou Logos, se torna carne ao ser concebido no ventre de uma mulher, a Virgem Maria, também denominada Teótoco. A encarnação é um ensinamento teológico fundamental do cristianismo ortodoxo, baseado na repetia interpretação do Novo Testamento. A Encarnação representa a crença de que o Filho de Deus assumiu um corpo e natureza humanos e se tornou simultaneamente Homem e Deus. Na Bíblia, a referência mais explícita encontra-se em João 1:14: "E o Verbo se fez carne, e habitou entre nós." Segundo as instruções do anjo, o seu nome foi Jesus.
Na Encarnação definida pelas Igrejas aderentes ao Concílio de Calcedónia, a natureza divina do Filho encontrava-se unida, e não misturada, com a natureza humana numa única pessoa divina, Jesus Cristo, que era simultaneamente o Deus e o homem verdadeiros. A Encarnação é celebrada todos os anos durante o Natal e na Anunciação.